# Paul Neubauer
Paul Neubauer (* 17. Oktober 1962 in Los Angeles) ist ein US-amerikanischer Bratschist.

## Leben und Wirken
Neubauer studierte an der Juilliard School bei Paul Doktor mit Abschluss als Bachelor und Master. Weitere Lehrer waren Alan de Veritch und William Primrose. Im Alter von 21 Jahren wurde er erster Bratschist des New York Philharmonic Orchestra und damit jüngster Stimmführer einer Streichergruppe in der Geschichte dieses Orchesters. Er gehörte dem Orchester sechs Jahre an und hatte in dieser Zeit mehr als zwanzig Auftritte als Solist u. a. mit Krzysztof Pendereckis Violakonzert unter der Leitung des Komponisten.
Daneben gab er Konzerte mit mehr als 100 weiteren Orchestern, darunter dem Los Angeles Philharmonic Orchestra, dem National Symphony Orchestra, Saint Louis Symphony Orchestra, Detroit Symphony Orchestra, Dallas Symphony Orchestra, San Francisco Symphony Orchestra, Bournemouth Symphony Orchestra und dem English Chamber Orchestra. Er spielte Ur- und amerikanische Erstaufführungen von Bratschenkonzerten Béla Bartóks, Joel Friedmans, Reinhold Glières, Gordon Jacobs, Aaron Jay Kernis', Henri Lazarofs, Detlev Müller-Siemens', David Otts, Tobias Pickers, Richard Suters und Joan Towers und nahm mehrere der Werke auf CD auf. Zwei seiner Alben wurden für einen Grammy nominiert.
Als Kammermusiker trat er u. a. mit André Watts im Metropolitan Museum of Art, mit Joshua Bell und Steven Isserlis in der Wigmore Hall und Queen Elizabeth Hall in London und mit Pinchas Zukerman, James Galway, Vladimir Spivakov und Alicia de Larrocha beim Mostly Mozart Festival auf. Auch arbeitete er vielfach mit namhaften Streichquartetten wie dem Emerson String Quartet, dem Juilliard String Quartet und dem Brentano String Quartet zusammen. Seit 1989 unterrichtet er an der Juilliard School, außerdem unterrichtet er am Mannes College of Music und der The New School. Zu seinen Schülern zählen Richard O’Neill, Scott Lee, Gilad Karni und Che-Yen Chen.

## Weblink
- Website von Paul Neubauer